# Carmen Amaya
Carmen Amaya (Barcellona, 2 novembre 1913 – Begur, 19 novembre 1963) è stata una ballerina e cantante spagnola di flamenco di origini gitane.
Era figlia di Micaela Amaya e di José Amaya El Chino, nipote di La Faraona, sorella di Francisco, Leonor, María, Antonia e Antonio Amaya, ed è stata sposata con Juan Antonio Agüero. È nata nel quartiere Somorrostro a Barcellona e crebbe in una delle famiglie più importanti del flamenco.

## Biografia
Anche se è difficile garantire con certezza quando nacque Carmen Amaya, ci sono tesi recenti che propongono 1918 come anno di nascita, dopo aver studiato un censimento della città di Barcellona del 1930 dove risulta l'artista con 12 anni. Carmen Amaya è uno dei miti del ballo flamenco rivoluzionando il modo di ballarlo. Era anche cantante, ma la bravura nel ballo superò di molto le sue vesti come “cantaora”. Non imparò a ballare nell'accademia, anzi: la sua scuola fu la strada, dove cantava e ballava per guadagnare qualcosa. Poco dopo si spostò nei teatri e nei locali rinomati di Madrid, in una carriera folgorante, con uno stile e un modo di fare fuori dal comune.
Già da piccola la chiamavano La Capitana, quando incominciò a lavorare per accompagnare suo padre, debuttando con solo sei anni nel ristorante di Barcellona Le sette porte per poi fare il grande salto ed ottenere il successo a Parigi, nel Teatro Palace. Era ancora giovanissima quando ballava con artisti molto popolari e stimati come Raquel Meller o Carlos Montoya.
Lavorando a Barcellona sul palco di La Taurina venne scoperta dal critico Sebastián Gasch, il cui elogioso articolo riportò a Carmen un ampio riconoscimento nelle sue vesti da bailaora. Gasch scrisse di lei: All'improvviso un salto. La zingarella ballava. Senza parole. Anima. Anima pura. Sentimento fatto carne.
Nel 1930, fu parte della compagnia di Manuel Vallejo e girò tutta la Spagna. Rientrata a Barcellona ballò nel Teatro Español, raccomandata da José Cepero.
Nel 1929, era nel programma del locale Villa Rosa, sempre a Barcellona, nella stessa città dove nel 1930 fa uno spettacolo durante l'Esposizione Universale.
Nello stesso anno viaggia a Madrid e lavora nei teatri di La Zarzuela, con Concha Piquer, Miguel de Molina e altri artisti importanti. Viene scelta per apparire nel film La figlia di Juan Simón.
In seguito alla sua interpretazione nel film María de la O, riprende a girare la Spagna. La guerra civile spagnola la trova a Valladolid e costringe la compagnia a spostarsi all'estero.
Dopo Lisbona, la troupe viaggia in America, debuttando a Buenos Aires al Teatro Maravillas con grande successo. Nel secondo giorno di tournée ci volle l'intervento delle guardie e i vigili del fuoco per tenere a riga il pubblico che acquistava i biglietti.
Oltre l'Argentina lavorò ovunque: Londra, Parigi, Brasile, Cile, Colombia, Cuba, Messico, Uruguay, Venezuela, New York. Quindi, quando nel 1947 decise di rientrate in Spagna era già una star internazionale, come fu fino alla morte nel 1963.
Durante il viaggio a New York nel 1941 per ballare nel prestigioso Carnegie Hall, si disse che alloggiava nel famoso Waldorf Astoria e in una passeggiata vide una pescheria dove comprò sardine e le cucinò nella Suite imperiale, bruciando dei comodini carissimi.
Nonostante ciò il presidente degli Stati Uniti, Franklin Roosevelt, l'assunse per una festa alla Casa Bianca dove le regalò una giacca ornata di diamanti.
Usciva nella copertina delle riviste, l'ammiravano tutti, ballò una versione de El amor brujo di Manuel de Falla, nel Hollywood Bowl, di fronte a ventimila persone, con l'Orquesta Filármonica.
Rientrata in Europa, apparve al Teatro dei Campi Elisi di Parigi, quindi a Londra, nei teatri olandesi e nel nuovo Messico, New York, Sudafrica, Argentina, Italia e Germania.
A Londra viene elogiata dalla Regina, e appare sui quotidiani con una foto e la didascalia: «Due regine a confronto».
Il suo ultimo film fu Con odio e con amore (Los Tarantos) di Francisco Rovira Beleta (1963).

### Decesso
Carmen Amaya morì a 50 anni per una malattia renale. La sepoltura avvenne nel paese catalano di Begur, dove visse i suoi ultimi giorni, anche se successivamente i suoi resti furono spostati a Santander, nella tomba della famiglia del marito.
Tre anni dopo, nel 1966, venne inaugurato un suo monumento nel Parco Giochi di Montjuïc, oggi Giardini Joan Brossa a Barcellona, e a Buenos Aires le dedicarono una via.
Il Tablao de Carmen è stato fondato nel 1988 nel Villaggio Spagnolo come omaggio a Carmen Amaya proprio nel luogo dove lei ballò per il re di Spagna, Alfonso XIII, durante l'inaugurazione dell'Esposizione Internazionale di Barcellona del 1929. Tablao de Carmen mostra alcune eredità fotografiche di Carmen Amaya. La chitarra di suo marito Juan Antonio Agüero (di Santos Hernández 1930) fa parte del patrimonio della famiglia fondatrice di Tablao e viene suonata nel Tablao in occasioni speciali.

## Filmografia
- 1929 - La bodega (Primo intervento nel cinema, bambina)
- 1934 - 2 mujeres y 1 Don Juan
- 1935 - La figlia di Juan Simón[2]  (Carmen Amaya balla su un tavolo, con le nacchere)[3]
- 1935 - Don Viudo de Rodríguez
- 1936 - María de la O[4] (Carmen Amaya è la protagonista)[5]
- 1939 - El Embrujo del Fandango[6]  (Cortometraggio girato a Cuba)
- 1941 - Original Gypsy dances
- 1942 - Aires de Andalucía
- 1942 - Panama Hattie
- 1944 - Knickerbocker Holiday (Gamba d'Argento)
- 1944 - Follow The Boys (Sogni di Gloria)
- 1945 - Los amores de un torero.  (Lungometraggio girato in Messico).[7]
- 1945 - See My Lawyer
- 1953 - Quand te tues-tu?
- 1954 - Dringue, Castrito y la lámpara de Aladino
- 1955 - Música en la Noche
- 1963 - Con odio e con amore (Los Tarantos)[8]

### Documentari
- 1975 - Canciones de Nuestra Vida
- 1988 - Gypsy Heart